# Prasinohaema semoni
Prasinohaema semoni är en ödleart som beskrevs av  Oudemans 1894. Prasinohaema semoni ingår i släktet Prasinohaema och familjen skinkar. Inga underarter finns listade i Catalogue of Life.